# Лезен (Германия)
Лезен (нем. Lehsen) — община в Германии, в земле Мекленбург-Передняя Померания.
Входит в состав района Людвигслуст. Подчиняется управлению Виттенбург.  Население составляет 346 человек (на 31 декабря 2010 года). Занимает площадь 7,75 км².